# اسلتامیویر
اُسلتامیویر (انگلیسی: Oseltamivir) با نام تجاری تامیفلو (تامی‌فلو – Tamiflu) یک داروی آنتی‌ویروس است که فعالیت ویروس آنفلوآنزا (دو نوع A و B) را در بدن مسدود می‌کند. این دارو برای درمان آنفلوآنزا در افرادی که به مدت ۲ روز (یا کمتر) علائم آنفلوآنزا داشته‌اند، استفاده می‌شود. (قابل استفاده از چهارده روزگی به بعد)
همچنین افرادی که در معرض ویروس آنفلوآنزا قرار گرفته‌اند، اما هنوز هیچ علامتی ندارند، نیز می‌توانند از تامیفلو برای جلوگیری از ابتلا به آنفلوآنزا استفاده نمایند. تامیفلو در درمان سرماخوردگی معمولی مؤثر نخواهد بود.